# Куэнси (Мозель)
Куэнси́ (фр. Coincy) — коммуна на северо-востоке Франции, регион Гранд-Эст (бывший Эльзас — Шампань — Арденны — Лотарингия), департамент Мозель. Входит в кантон Панж.

## Географическое положение
Куэнси расположен в 290 км к востоку от Парижа и в 8 км к востоку от Меца.

## История
- В романскую эпоху Куэнси находился на римской дороге из Меца в Вормс.
- Деревня бывшей провинции Три епископства.
- Бывший центр феода.
- В 1790—1794 годах к Куэнси была присоединена деревня Обиньи.
- На востоке от деревни 14 августа 1870 года произошла битва при Борни-Коломбе.

## Демография
По переписи 2011 года в коммуне проживало 306 человек.

## Достопримечательности
- Следы римской дороги.
- Руины замка де Коломбе, XVIII век. Сожжён 27 сентября 1870 года.
- Руины церкви Сен-Набор-де-Коломбе, колокольня XII века.
- Пруд д’Обиньи с остатками мельницы.
- Руины замка д’Обиньи, XVIII век; разрушен в 1630 году.
- Германский монумент павшим в войне 1870 года, военное кладбище.